# جور-إل
جور-إل (Jor-El) هو والد سوبرمان/كال-إل الحقيقي (والده على كوكب كريبتون). وقد تنبأ بانفجار كوكب كريبتون لذا أَرسل كال-إل إلى كوكب الأرض على متن سفينة فضائية ونجا كال-إل وتفجر كوكب كريبتون بعد أن نجا كال-إل بلحظات على كوكب الأرض.